# Kôm el-Nana
Kôm el-Nana est un site archéologique situé près de la ville égyptienne antique d'Akhetaton. Il se trouve au sud de la ville et à l'est du village moderne d'el-Hagg Quandil. Pendant longtemps, on a pensé que ses ruines étaient celles d'un camp militaire romain, mais entre 1988 et 2000, Barry Kemp a mis au jour les vestiges d'un temple en pierre de la période amarnienne avec un jardin et des bâtiments annexes, dont une boulangerie et une brasserie. Ni le nom d'origine, ni le propriétaire du complexe n'ont été identifiés. Il est probable qu'il s'agissait d'un temple solaire, très similaire à celui de Mérytaton. Il consiste en une enceinte en briques d'une superficie de 228 × 213 m ; elle est divisée en deux parties inégales par un mur est-ouest. Il est probable que des portes à pylône s'ouvraient sur les quatre murs extérieurs. Comme il se trouvait à un endroit très en vue — à l'extrémité sud de la route dite royale, la rue principale d'Akhetaton —, il est possible qu'il soit identique au temple solaire de Néfertiti mentionné sur les stèles de délimitation.
Dans la partie nord de l'enceinte, des fours en briques ont été trouvés : des découvertes suggérant une boulangerie et une brasserie. Les traces d'un bâtiment (le « sanctuaire nord ») ont également été découvertes. La majeure partie de la partie nord a été surbâtie par un monastère chrétien du Ve-VIe siècle qui a réutilisé les murs d'origine, de sorte que la partie sud, qui n'a pas été surbâtie, est mieux préservée ; les bâtiments suivants ont été fouillés :
- un pylône à dalle de pierre ;
- le pavillon sud rectangulaire, entouré de jardins en contrebas ;
- une plate-forme centrale avec un bâtiment comprenant une salle à colonnes et d'autres pièces ;
- le sanctuaire sud, composé de pièces et d'un portique occidental.

Dans l'angle sud-est de l'enceinte sud se trouvait un groupe de maisons en deux ensembles, avec des parcelles de jardin.